# Kampfgeschwader 255
Das Kampfgeschwader 255 war ein Verband der Luftwaffe der Wehrmacht vor dem Zweiten Weltkrieg. Als Kampfgeschwader, ausgestattet mit Bombern, zuletzt vom Typ Dornier Do 17M und Heinkel He 111H bildete es Bomberbesatzungen aus für Luftangriffe mit Bomben. Es wurde am 1. Mai 1939 in Kampfgeschwader 51 umbenannt.

## Aufstellung
Der Geschwaderstab und die I. Gruppe entstanden im Rahmen der Aufrüstung der Luftwaffe am 15. März 1937 auf dem Fliegerhorst Landsberg. (Lage) Die II. und die III. Gruppe wurden am 1. März 1937 in Leipheim (Lage) und Memmingen (Lage) aufgestellt. Am 1. Mai 1939 erhielt das Geschwader nach dem neuen Benennungsschema der Luftwaffe die Bezeichnung Kampfgeschwader 51. Die II. Gruppe wurde in die III. Gruppe des Kampfgeschwaders 77 umgewandelt. Das Geschwader war mit der Dornier Do 17M und der Heinkel He 111H ausgestattet.

## Gliederung

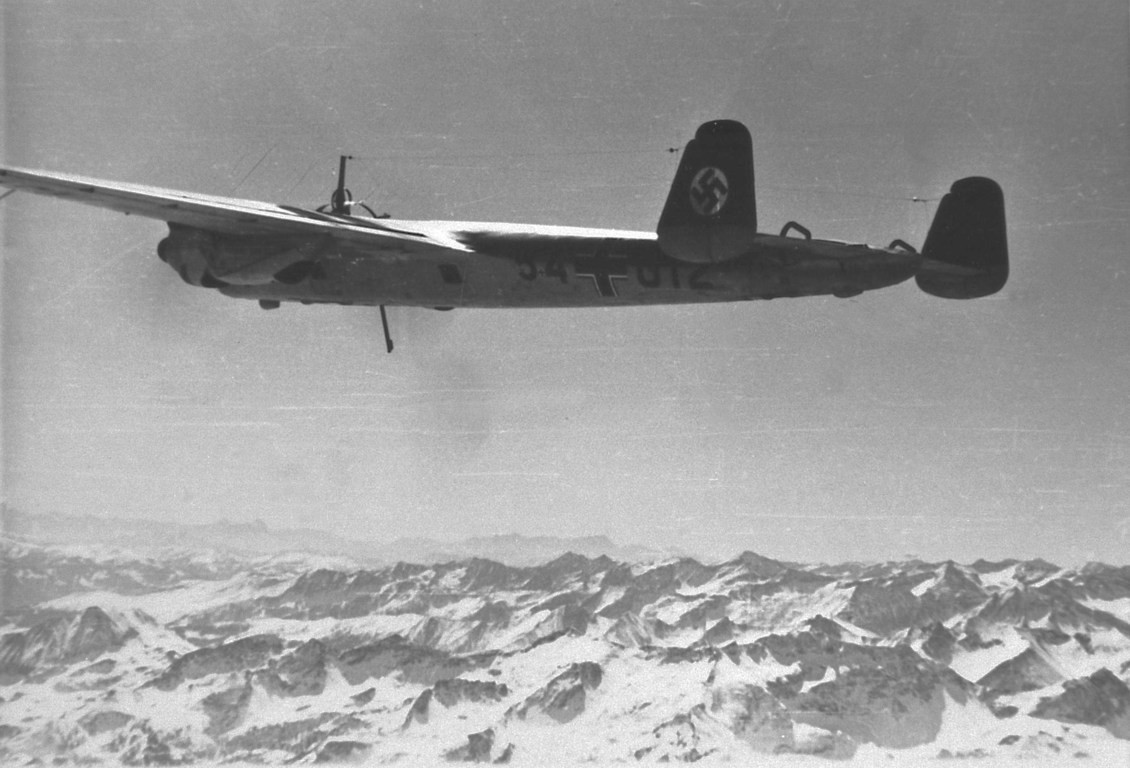
Dornier Do 17E-1 der 2. Staffel des Kampfgeschwaders 255 beim Alpenüberflug um 1938

Der Geschwaderstab führte die I. bis III. Gruppe die wiederum in Staffeln unterteilt waren. Die 1. bis 3. Staffel gehörte der I. Gruppe, die 4. bis 6. Staffel der II. Gruppe und die 7. bis 9. Staffel der III. Gruppe an.

## Kommandeure

### Geschwaderkommodore
| Dienstgrad     | Name                  | Zeit                                 |
| -------------- | --------------------- | ------------------------------------ |
| Oberstleutnant | Willibald Spang       | 15. März 1937 bis 1. November 1938   |
| Oberst         | Ritter von Lex        | 1. November 1938 bis 1. Februar 1939 |
| Oberst         | Johann-Volkmar Fisser | 1. Februar 1939 bis 1. Mai 1939      |

### Gruppenkommandeure
I. Gruppe
- Oberstleutnant Kurt Mälzer, 1. März 1937 bis 31. März 1938[7]
- Oberstleutnant Hans Korte, 31. März 1938 bis 1. Mai 1939[8]

II. Gruppe
- Oberstleutnant Johann-Volkmar Fisser, 1. März 1937 bis 1. Februar 1939[9]
- Oberst Wolff von Stutterheim, 1. Februar 1939 bis 1. Mai 1939[10]

III. Gruppe
- Oberstleutnant Gottlob Müller, 1. März 1937 bis 1. April 1937[11]
- Major Walter Schroeder, 1. März 1937 bis 1. Dezember 1938[12]
- Major Alois Stoeckl, 1. April 1937 bis 1. Mai 1939[13]

## Bekannte Geschwaderangehörige
- Viktor von Loßberg (1904–1983), entwickelte im Zweiten Weltkrieg das Zahme-Sau-Nachtjagdverfahren und war von 1956 bis 1958, als Oberst der Luftwaffe der Bundeswehr, Amtschef im Materialamt der Luftwaffe
- Konrad Stangl (1913–1993), war 1969, als Generalleutnant der Luftwaffe der Bundeswehr, Leiter der Personalabteilung im Bundesministerium der Verteidigung